# 鎮寧プイ族ミャオ族自治県
鎮寧プイ族ミャオ族自治県（ちんねい-プイぞく-ミャオぞく-じちけん）は中華人民共和国貴州省安順市に位置する自治県。

## 行政区画
5街道、8鎮、3郷を管轄する：
- 街道
  - 環翠街道、白馬湖街道、丁旗街道、双竜山街道、寧西街道
- 鎮
  - 黄果樹鎮、馬廠鎮、良田鎮、扁担山鎮、募役鎮、江竜鎮、本寨鎮、六馬鎮
- 郷
  - 沙子郷、革利郷、簡嘎郷

## 出身者
- 任正非 - 実業家。華為技術（ファーウェイ）創業者。

## 外部リンク

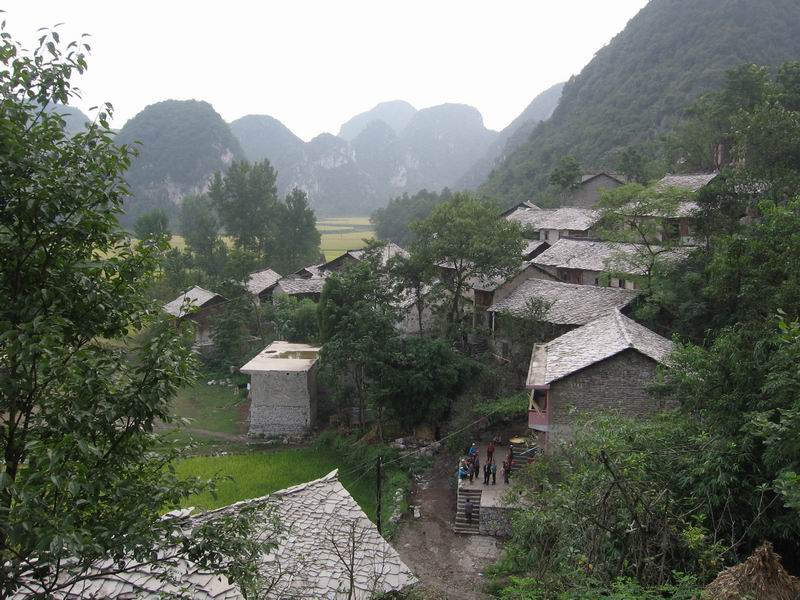
プイ族の集落・石頭寨

## 交通

### 道路
- 高速道路
  - 滬昆高速道路
  - 都香高速道路
  - S50 恵興高速道路
- 国道
  - G320国道